# Centro Universitario de los Valles
El Centro Universitario de los Valles(CUValles) es una institución educativa que forma parte de la Universidad de Guadalajara (UdeG) en México. Se encuentra ubicado en Ameca, Jalisco. La Universidad de Guadalajara es una de las instituciones educativas más grandes y prestigiosas de México.
El CUValles ofrece una variedad de programas académicos en diferentes áreas, incluyendo ciencias sociales, ingenierías, ciencias de la salud, entre otras. Al ser parte de una universidad más grande, el Centro Universitario de los Valles forma parte de la red de instituciones educativas que conforman la UdeG, contribuyendo así al desarrollo académico y cultural de la región.

## Historia
El Centro Universitario de los Valles (CUValles) es una institución educativa ubicada en Ameca, Jalisco, México. Su creación tiene como principal antecedente el Programa de Descentralización 1990-1995 de la Universidad de Guadalajara (UdeG), que buscaba descentralizar la educación superior en diferentes regiones de Jalisco. En este contexto, el Gobierno del Estado de Jalisco entregó un predio en Ameca a la UdeG en 1994.
La oferta educativa en la región comenzó en 1997 a través del Centro Universitario de Ciencias Biológicas y Agropecuarias (CUCBA) con programas de técnico superior universitario. En el año 2000, el H. Consejo General Universitario aprobó la creación del Campus Universitario de los Valles, con el objetivo de ofrecer programas educativos acordes a las necesidades regionales.
En sus primeros años (2000), el campus contó con el apoyo de otros centros universitarios de la Red Universitaria para ofrecer programas en áreas como Administración, Contaduría, Derecho, Informática, Educación, y más. En 2004, el campus se convirtió en un Centro Universitario con autonomía propia a partir de enero de 2005.
El CUValles ha experimentado un crecimiento constante en su oferta académica y cuenta con programas de pregrado y posgrado en diversas disciplinas, incluyendo Agronegocios, Sistemas de Información, Ingeniería en Mecatrónica, Psicología, Trabajo Social, entre otros. Además, ha obtenido reconocimientos y acreditaciones por la calidad de sus programas educativos.
En términos de infraestructura, el centro universitario ha experimentado un crecimiento innovador con la construcción de varios módulos, laboratorios de aprendizaje, áreas administrativas, y espacios de uso múltiple. También cuenta con laboratorios de práctica e investigación, así como centros de investigación en diversas áreas.
El CUValles se ha posicionado como un actor importante en la educación superior en la región Valles, contribuyendo al desarrollo económico y productivo de los municipios circundantes. Además, ha establecido vínculos con la comunidad a través de iniciativas como ser sede de la emisora Radio Universidad de Guadalajara en Ameca desde 2009.
En 2015, a quince años de su creación, el CUValles renovó su compromiso con la formación de profesionales y su impacto en el desarrollo de la región Valles.

## Oferta Educativa
Lo siguiente
Licenciatura
- Instrumentación Electrónica y Nanosensores
- Ingeniería en Sistemas Biológicos
- Ingeniería en Diseño Molecular de Materiales
- Abogado
- Administración
- Agronegocios
- Contaduría
- Educación
- Enfermería
- Gerontología
- Ingeniería en Electrónica y Computación
- Ingeniería Mecatrónica
- Médico Cirujano y Partero
- Nutrición
- Psicología
- Químico Farmacéutico Biólogo
- Tecnologías de la Información
- Trabajo Social
- Turismo